# Markarian 501
Markarian 501 ou Mrk 501 est une galaxie de Markarian dont le spectre d'émission s'étend jusqu'à des énergies très élevées. 
Elle contient un blazar, ou un objet BL Lacertae, c'est-à-dire un noyau galactique actif qui émet de puissants jets. Dans le cas de Mrk 501, l'un de ces jets pointe vers la Terre. 
C'est, aux énergies au-delà de 1011 eV (0,1 TeV), l'objet le plus brillant du ciel.
La galaxie hôte fut cataloguée et étudiée par Benjamin Markarian en 1974. 
Elle fut identifiée comme un émetteur gamma de haute énergie en 1996 par J. Quinn à l'observatoire Whipple,.
C'est une galaxie elliptique, de taille apparente dans le visible de 1,2 par 1 minute d'arc, avec un décalage vers le rouge z = 0,034 Z.

## Émission gamma
L'émission de rayons gamma par Mrk 501 est très variable, avec parfois de violentes bouffées.
Le spectre montre deux pics. Le premier est situé sous 1 keV - on peut considérer qu'il s'agit de rayons X - et l'autre au-delà de 1 TeV. Lors des périodes plus actives ces pics voient leur fréquence (de deux ordres de grandeur pour le pic X, presque pas pour le pic γ) et leur intensité augmenter. Le télescope MAGIC a mesuré des bouffées ayant une durée de 20 minutes et un temps d'établissement d'1 minute. Pendant ces bouffées, les photons γ de 1,2 TeV sont arrivés 4 minutes après ceux de 0,25 TeV, ce qui a donné lieu à plusieurs hypothèses : entre autres, que l'espace pourrait être plus « grand » dans les petites dimensions, avec une texture de mousse quantique, ce qui provoquerait une différence de vitesse entre les photons γ plus énergétiques et les photons radios et visibles, moins énergétiques. Ceci contredirait l'invariance de Lorentz, mais pourrait constituer un indice dans la recherche de théories de grande unification. Cependant les observations de Mrk 501 et Mrk 421 par le Dr Floyd Stacker du Goddard Space Flight Center de la NASA montrent que l'invariance de Lorentz est respectée.
La luminosité de la galaxie est également variable dans le domaine visible, avec une magnitude de 15,5 à 13,6.
Lors de la découverte, des flashs durant 1 à 7 minutes en moyenne furent observés. D'après la forme et la taille de ces flashs, il ne peut s'agir de rayons cosmiques massifs (fermioniques).
Le flux de photons au-delà de 300 GeV dans cette direction du ciel était en 1995 de (8,1 ± 1,5) × 10−12 cm−2 s−1.

## Trou noir
On suppose que les blazars contiennent un trou noir, ou un système binaire de trous noirs, dans lequel tombe de la matière. La dispersion des vitesses (la différence maximum entre la vitesse, mesurée depuis la Terre, de la matière qui se rapproche et de celle qui s'éloigne) observée dans la galaxie est de 372 km.s−1, ce qui suppose l'existence d'un trou noir de 0,9 × 109 à 3,4 × 109 M⊙. Cependant d'autres mesures ont donné une dispersion des vitesses de 291 km/s, ou encore 270 km/s, et donc une masse centrale plus faible. Une variabilité de 23 jours suggère l'existence d'un objet orbitant autour de ce trou noir avec cette période.

## Jet
Avec l'interférométrie radio à très longue base, qui  permet d'obtenir une résolution d'un milliarcseconde,  on peut observer un point central très brillant, le noyau, d'où part un jet conique étroit, de 300 pc de longueur. Après 30 milliarcsecondes le jet fait un virage à 90° puis s'entortille et s'étale. Ce jet fait 300 pc de long. 
Le jet intérieur, avant l'entortillement, a des bords brillants [shows bright edges or a limb brightened structureshows bright edges or a limb brightened structure], ce qui est probablement dû à un mouvement rapide de la partie centrale du jet, plus rapide que les bords.
Il existe également un jet dans la direction opposé, qui s'éloigne de la Terre, le « contre-jet ». Dans la zone proche du noyau ce dernier est beaucoup moins brillant, dans un rapport de 1250, que le jet dirigé vers la Terre, et il est invisible aux ondes radio. Ce rapport implique un facteur de Lorentz γ d'environ 15 (soit 99,8 % de la vitesse de la lumière) et un angle entre 15° et 25° avec la direction de la Terre. À 408 MHz la densité de flux est de 1,81 Jy, mais cette valeur est variable. Au-delà de 10 kpc le contre-jet devient visible, montrant que les jets deviennent non-relativistes (la vitesse du plasma devient nettement inférieure à la vitesse de la lumière).
L'émission radio, symétrique, s'étend sur 70", soit une distance de 120 à 200 kpc.

## Désignations dans d'autres catalogues
Les premières désignations furent  4C 39.49 et B2 1652+39.
C'est l'objet UGC 10599 de l'Uppsala General Catalogue of Galaxies.
On peut aussi trouver les désignations B1652+39, 1H1652+398 et TeV J1653+197.